# Arnoldsreuth (Schnabelwaid)
Arnoldsreuth (oberfränkisch: Arnoldsrat) ist ein Gemeindeteil des Marktes Schnabelwaid im Landkreis Bayreuth (Oberfranken, Bayern). Arnoldsreuth liegt in der Gemarkung Preunersfeld.

## Lage
Der Weiler liegt auf einer Hochebene im nördlichen Teil der Fränkischen Alb. Eine Gemeindeverbindungsstraße führt nach Schnabelwaid zur Kreisstraße BT 22 (0,3 km westlich) bzw. nach Schwürz zur Staatsstraße 2184 (2,3 km nordöstlich). Eine weitere führt nach Gößmannsreuth (0,4 km südöstlich).

## Geschichte
Der Ort wurde in einer Urkunde, die im Zeitraum von 1396 bis 1420 ausgefertigt wurde, als „Arnoldsreuth“ erstmals urkundlich erwähnt. Der Ortsname bedeutet zur Rodung des Arnold. In der Dorf- und Gemeindeherrschaft unterstand Arnoldsreuth dem brandenburg-bayreuthischen Kastenamt Schreez mit Glashütten, was von Pfalz-Neuburg ebenfalls beansprucht wurde.
Mit dem Gemeindeedikt (frühes 19. Jahrhundert) wurde Arnoldsreuth dem Steuerdistrikt Lindenhardt und der Ruralgemeinde Zips zugewiesen. Im Zuge der Gebietsreform in Bayern wurde Arnoldsreuth am 1. Mai 1978 nach Schnabelwaid eingegliedert.